# Swedish Open 1975
Lo Swedish Open 1975 è stato un torneo di tennis giocato sulla terra rossa. È stata la 28ª edizione del torneo, che fa parte della categoria del Commercial Union Assurance Grand Prix 1975. Il torneo si è giocato a Båstad in Svezia dal 7 al 13 luglio 1975.

## Campioni

### Singolare maschile
Manuel Orantes ha battuto in finale  José Higueras con il punteggio di 6–0, 6–3

### Singolare femminile
Helga Niessen Masthoff ha battuto in finale  Ingrid Lofdahl-Bentzer con il punteggio di 4–6 6–1 6–3

### Doppio maschile
Ove Nils Bengtson /  Björn Borg hanno battuto in finale  Juan Gisbert /  Manuel Orantes con il punteggio di 7–6, 7–5

### Doppio femminile
Helga Niessen Masthoff /  Heide Schildeknecht-Orth hanno battuto in finale  Anna Maria Arias-Pinto Bravo /  Linda Tuero con il punteggio di 6–2 6–1